# Erysimum crassistylum
Erysimum crassistylum är en korsblommig växtart som beskrevs av C. Presl. Erysimum crassistylum ingår i släktet kårlar, och familjen korsblommiga växter. Inga underarter finns listade i Catalogue of Life.